# Caldecott (Northamptonshire)
Caldecott – osada w Anglii, w hrabstwie Northamptonshire, w dystrykcie (unitary authority) North Northamptonshire. Leży 25 km na wschód od miasta Northampton i 94 km na północ od Londynu. W 2001 miejscowość liczyła 541 mieszkańców.